# Sonorella grahamensis
Sonorella grahamensis es una especie de molusco gasterópodo de la familia Helminthoglyptidae en el orden de los Stylommatophora.

## Distribución geográfica
Es  endémica de Estados Unidos.